# Championnat du Pérou de football 1937
Navigation
Saison précédente Saison suivante
La saison 1937 du Championnat du Pérou de football est la neuvième édition du championnat de première division au Pérou. Les dix clubs participants sont regroupés au sein d'une poule unique où ils ne s'affrontent qu'une seule fois au cours de la saison. À la fin de la compétition, les trois derniers du classement sont relégués et remplacés par les deux meilleurs clubs de Seguinda Division, la deuxième division péruvienne.
C'est le club de Sport Boys, tenant du titre, qui remporte à nouveau la compétition après avoir terminé –invaincu– en tête du classement final du championnat. Il devance Alianza Lima de quatre points et Universitario de Deportes de cinq. C'est le deuxième titre de champion du Pérou de l'histoire du club.

## Les clubs participants
| - Alianza Lima - Sportivo Tarapacá Ferrocarril - Sport Boys - Sucre FC - Universitario de Deportes | - Atlético Chalaco - Promu de Segunda Division - Sportivo Melgar - Promu de Segunda Division - Club Centro Deportivo Municipal - Promu de Segunda Division - Sporting Tabaco - Promu de Segunda Division - Telmo Carbajo - Promu de Segunda Division |

## Compétition
Le barème utilisé pour établir le classement est le suivant :
- Victoire : 3 points
- Match nul : 2 points
- Défaite : 1 point
- Forfait ou abandon : 0 point

### Classement
| Rang | Équipe                              | Pts | J | G | N | P | Bp | Bc | Diff |
| ---- | ----------------------------------- | --- | - | - | - | - | -- | -- | ---- |
| 1    | Sport Boys (T)                      | 25  | 9 | 7 | 2 | 0 | 26 | 11 | +15  |
| 2    | Alianza Lima                        | 21  | 9 | 5 | 2 | 2 | 21 | 11 | +10  |
| 3    | Universitario de Deportes           | 20  | 9 | 5 | 1 | 3 | 21 | 22 | -1   |
| 4    | Atletico Chalaco (P)                | 19  | 9 | 4 | 2 | 3 | 16 | 18 | -2   |
| 5    | Club Centro Deportivo Municipal (P) | 18  | 9 | 3 | 3 | 3 | 15 | 8  | +7   |
| 6    | Sucre FC                            | 17  | 9 | 4 | 0 | 5 | 21 | 20 | +1   |
| 7    | Sporting Tabaco (P)                 | 17  | 9 | 3 | 2 | 4 | 10 | 11 | -1   |
| 8    | Telmo Carbajo (P)                   | 17  | 9 | 3 | 2 | 4 | 10 | 15 | -5   |
| 9    | Sportivo Melgar (P)                 | 16  | 9 | 3 | 1 | 5 | 21 | 27 | -6   |
| 10   | Sportivo Tarapacá Ferrocarril       | 10  | 9 | 0 | 1 | 8 | 6  | 24 | -18  |

|  | Champion du Pérou 1937                                |
|  | Relégation en Segunda Division                        |
|  | (T) : Tenant du titre (P) : Promu de Segunda Division |

## Bilan de la saison
| Championnat du Pérou de football 1937 |                               |
| Champion                              | Sport Boys (2e titre)         |
| Promotions et relégations             |                               |
| Promus en Primera División            | Ciclista Lima                 |
| Promus en Primera División            | Progresista Apurimac          |
| Relégués en Segunda División          | Telmo Carbajo                 |
| Relégués en Segunda División          | Sportivo Melgar               |
| Relégués en Segunda División          | Sportivo Tarapacá Ferrocarril |